# Ha-101
Ha-101 — підводний човен Імперського флоту Японії, який брав участь у Другій світовій війні.
Корабель став першим у типі Ha-101, виникнення якого було пов'язане зі складною логістичною ситуацією та необхідністю постачання численних заблокованих гарнізонів. Транспортні човни цього типу мали здатність транспортувати 60 тонн вантажу проти 85 тонн для утричі більших човнів типу I-361 (втім, при цьому Ha-101 практично не мали озброєння за виключенням зенітного автомата).
Корабель заклали на верфі компанії Kawasaki в Танагаві (околиця Осаки), а після спуску провели добудову на верфі Kawasaki в Кобе. По завершенні На-101 включили до 7-ї ескадри підводних човнів, а після її розформування у березні 1945-го до 16-ї дивізії підводних човнів.
Після проходження тренувань НА-101 вийшов 17 червня 1945-го з Йокосуки у свій перший транспортний рейс до острова Мінаміторісіма (Маркус). 28 червня човен розвантажився в пункті призначення, а 7 липня повернувся до Йокосуки.
Враховуючи кризу з поставками пального до метрополії, На-101 призначили для переобладнання в підводний танкер. Втім, завершити цей проєкт не вдалось і у вересні 1945-го з капітуляцією Японії корабель потрапив під контроль союзників. У жовтні човен пустили на злам.